# Милосавльевич, Бранислав
 Бранислав Милосавлевич (серб. Бранислав Р. Милосављевић; 2 августа 1879, Пожаревац — 17 апреля 1944, Белград) — сербский военный деятель. Полковник сербской королевской армии, начальник военной администрации Дурреса и округа Драч. Поэт, автор стихотворения «Изгнанники» на основе текста которого была написана песня «Синее море глубоко».

## Биография
Родился Бранислав Милосавлевич 2 августа 1879 года в городе Пожаревац. Его отец был купцом, участвовал в Русско-турецкой войне 1877—1878 годов и Сербско-болгарской войне 1885 года, где был командиром батальона Национальной Армии. Мать Бранислава была уроженкой Белграда, имела чешско-немецкие корни из Будвайза. Помимо Бранислава у её было пять дочерей.
После окончания начальной и средней школы он поступил в Военную академию в Белграде и в 1896 году пошел в армию. В 1899 году с отличием закончил Нижнюю школу Военной академии. 30 мая того же года произведен в чин подпоручика, 5 июня направлен в Белградский гарнизон. В званиях подпоручика и лейтенанта с 15 марта 1902 года он был учителем и сержантом в Пехотной школе унтер-офицеров. С 28 марта 1903 года сержантом 9-го пехотного полка «Князь Никола I» в родном Пожареваце. 2 сентября 1903 года стал курсантом Высшей школы Военной академии, оставаясь дисциплинарным работником-сержантом Нижней школы Военной академии. В 1905 году закончил Высшую школу Военной академии. С 10 октября 1905 года был командиром роты в 11-го стрелкового полка «Караджордже» в Крагуеваце. Принимал участие в Первой Балканской войне. После взятия сербами Дурреса был назначен главой местной военной администрации. Бранислав Милосавлевич учредил первый городской совет Дурреса, в который вошли Петар Джураскович (председатель), Христо Спиро, Мехмед Эфенди и другие.
Во время Первой мировой войны его патриотизм вдохновил его на написание стихов и военных песен. Один из его стихов «Изгнанники» по приказу короля Сербии Петра I был напечатан на листовке. Эта брошюра разошлась многотысячным тиражом, а её текст стал основой песни «Синее море глубоко».
В 1940 году, после захвата Югославии немецкими войсками, Милосавлевич поселился в своём доме в Белграде, где он, благодаря своей обширной библиотеке книг, посвятил себя литературе до конца своей жизни.
Бранислав Милосавлевич погиб в Белграде 17 апреля 1944 года в результате бомбардировок Югославии союзниками.